# 열애 (1997년 드라마)
《열애》는 1997년 10월 6일부터 1997년 11월 4일까지 방영된 한국방송공사 월화 미니시리즈로, 에밀리 브론테의 소설 《폭풍의 언덕》을 원작으로 삼아 배경을 영국에서 제주도 한 목장으로 옮겨 재구성하였다.
한편, 조재현 (김기석 역)은 1993년 같은 채널 수목극 《기쁨이면서 슬픔인 채로》이후 해당 작품을 통해 KBS 미니시리즈 주연을 맡았으며 2014년 1TV 주말 대하드라마 《정도전》으로 KBS 연속극 주인공 복귀를 했다.

### 방송 일시
| 방송 채널 | 방송 기간                         | 비고 |
| --------- | --------------------------------- | ---- |
| KBS 2TV   | 1997년 10월 6일 ~ 1997년 11월 4일 | 종료 |

## 등장 인물
- 박상민 : 최강현 역 (히드클리프 역과 비슷한 역할)
- 성현아 : 김채원 역 - 강현의 어릴적 연인 (캐더린 어언쇼 역과 비슷한 역할)
- 조재현 : 김기석 역 - 채원의 오빠 (힌들리 어언쇼 역과 비슷한 역할)
- 김명수 : 백송민 역
- 박현정 : 백송화 역 - 송민의 동생
- 이정길 : 김태식 역 - 채원의 아버지
- 정애리
- 김영란
- 전운
- 김용선
- 손현주
- 방은희
- 이종상
- 이두일
- 최기훈
- 안병기
- 최상길
- 명계남
- 송금식
- 정휘석
- 구본영
- 구자미
- 유지연
- 김대흔
- 심우창
- 김호원
- 한영수
- 신귀식
- 양재성
- 양형호
- 신용규
- 류순철
- 유영관

## 참고 사항
- 당초 김채원, 백송민, 백송화 역에는 톱탤런트들이 물망에 올랐으나 모두 고사하자 김채원 역은 신인급이었던 성현아가, 백송민 역은 MBC 공채탤런트 출신 김명수가, 백송화 역은 KBS 슈퍼탤런트 출신 박현정이 각각 낙점됐다. 또한 당초 성현아 자리에는 MBC 공채탤런트 출신 이민영이 발탁됐으나[4][5] MBC 《영웅신화》에 캐스팅되면서 불발되었다.
- 1회는 김경미 작가가 집필했으나 2회부터 김윤영 작가로 집필자가 변경됐으며, 아버지의 복수를 꿈꾸는 젊은이가 지역 조직폭력배의 힘을 빌린다는 설정이 있어서 비난을 샀다.[6]
- 당초 16부작으로 기획되었으나 MBC 《예감》의 흥행에 밀려 시청률이 부진하자 4회를 줄여 10부작으로 조기종영했다.[7]
- 첫 시작을 멋있게 하자는 욕심에 폭력장면을 넣었고 이 과정에서 담당 PD가 방송위원회에 출석하기도 했다.[8]
- 성현아 (김채원 역)는 해당 작품 이후 KBS 드라마 출연을 하지 않았다가 2018년 같은 채널 아침 TV 소설 《파도야 파도야》로 KBS 드라마 재출연을 했다.[9]